# Felipe de Ibelín
Felipe de Ibelín (c. 1235/1240-c. 1304) fue un noble chipriota. Pertenecía a la Casa de Ibelín y ocupó el cargo de condestable del Reino de Chipre.

## Biografía
Era el segundo hijo de Balduino de Ibelín, senescal del Reino de Chipre y Alicia de Bethsan, miembro de la Casa de Béthune.
En 1302 fue nombrado condestable del reino.
Con una dispensa papal del 13 de agosto de 1253, se casó con Simona de Tiberíades, hija de Odón de Montbéliard, condestable del Reino de Jerusalén, y Eschiva de Saint Omer, princesa de Galilea. Tuvo nueve hijos con Simona:
- Balduino de Ibelín (falleció joven)
- Balián de Ibelín (fallecido en 1315 o 1316), príncipe titular de Galilea. Se casó con Alicia de Lusignan, hija de Hugo III de Chipre.
- Hugo de Ibelín (falleció joven)
- Guido de Ibelín (falleció joven)
- María de Ibelín (falleció después de 1324), señora de Naumachia, se casó con Guido de Ibelín, señor titular de Jaffa
- Alicia de Ibelín (falleció después de 1324), señora de Coletta, se casó con Gualterio de Bethsan.
- Helvis de Ibelín (falleció joven)
- Eschiva de Ibelín (fallecida después de 1324), señora de San Nicolás. Se casó en 1290 Gualterio de Dampierre-sur-Salon, después se casó en 1310 con Hugo de Lusignan, señor de Crusoche, hijo de Amalarico de Tiro
- Margarita de Ibelín (falleció joven)

Felipe de Ibelín falleció alrededor de 1304.